# Paul Baysse
Paul Baysse (Talence, 18 mei 1988) is een Frans voetballer die doorgaans als centrale verdediger speelt. Hij verruilde Málaga in januari 2018 voor Girondins Bordeaux.

## Clubcarrière
Baysse speelde in de jeugd bij Girondins Bordeaux. Die club leende hem tijdens het seizoen 2007/08 uit aan CS Sedan, dat hem daarna transfervrij overnam. In 2010 trok hij naar Stade Brestois, dat hij drie jaar later inruilde voor Saint-Étienne. Die club verhuurde de centrumverdediger gedurende het seizoen 2015/16 aan OGC Nice. Op 8 augustus 2015 debuteerde hij in de Ligue 1 tegen AS Monaco. Nice nam hem in 2016 definitief over voor een transferbedrag van €500.000. Baysse kreeg bij Nice de aanvoerdersband.